# 賈兆鳳
賈兆鳳，直隸高陽縣人，清朝翰林。

## 生平
康熙三十八年（1699年）己卯科順天鄉試第一名舉人。康熙四十五年（1706年）丙戌科進士。選翰林院庶吉士，散館授編修。康熙五十年（1711年）十一月，聖祖詢問九卿，編修楊緒為人如何，九卿上奏其為人不端。上諭楊緒革職回籍，交與地方官在家禁錮。聖祖又令九卿舉出其他類似翰林院官員，侍講錢名世、修撰王式丹、編修賈國維及賈兆鳳被舉出，結果四人均被革職。